# Konrad Kolšek
Konrad Kolšek (Šibenik, Primorska banovina, 1933. – Celje, 2009.), bio je general-pukovnik Jugoslavenske narodne armije.

## Životopis
Rođen je 1933. godine u Šibeniku, gdje mu je otac službovao u Jugoslavenskoj kraljevskoj mornarici. Osnovnu je školu završio u mjestu Letuš, u savinjskoj dolini u današnjoj Sloveniji.
Za vojni poziv odlučio se 1949. godine, kada je upisao Artiljerijsku vojnu školu u Zagrebu. Poslije toga završio je sve visoke vojne škole. Vojnu akademiju je završio 1974. godine, a zatim post diplomske studije u Centru visokih vojnih škola gdje je 1981. magistrirao.
Tijekom službe u  Jugoslavenskoj narodnoj armiji (JNA) obavljao je brojne dužnosti od komandira do komandanta, kao i brojne štapske dužnosti na prostorima čitave  Socijalističke Federativne Republike Jugoslavije (SFRJ) i u Generalštabu JNA. Između ostalog bio je zapovjednik titogradskoga korpusa i načelnik Prve uprave Generalštaba JNA. Dva puta je izvanredno unapređivan i to u potpukovnik a, 1971. i u general pukovnika 1986. godine. U čin general-pukovnika unaprijeđen je 22. prosinca 1989. godine.
Na dužnost načelnika stožera Pete vojne oblasti JNA, sa središtem u Zagreb, imenovan je u rujnu 1989 . godine i na toj ga je dužnosti zatekao početak  oružanih sukoba u SFRJ, točnije u Republici Sloveniji lipnja 1991. godine. On se tada našao u "vakuum prostoru" jer se nije slagao sa stavovima najvišeg vojnog i državnog rukovodstva SFRJ u Beograd u, kao ni s političkim rukovodstvom Republike Slovenije u  Ljubljani. Ukazom Predsjedništva SFRJ br. 623 od 29. lipnja a 1991. godine razriješen je s dužnosti načelnika stožera Pete vojne oblasti, a na njegovo je mjesto postavljen general-pukovnik Života Avramović. U listopadu 1991. godine je umirovljen.
Po osamostaljenju Slovenije, odlučio je 1993. godine otići tamo, iako je u Beogradu imao osiguranu mirovinu, iako su mu tu bili ostali članovi obitelj - supruga i dva sina. U Sloveniji ga je čekala optužnica za "izdaju i agresiju na Sloveniju", koja ga je teretila da je "naredio JNA osigurati državnu granicu SFRJ", zbog čega je "poslao vojsku na granične prijelaze s Italijom, Austrijom i Mađarskom", čime je " započeo agresiju na Sloveniju ". Pred sudom se uspio obraniti, a u presudi je također stajao zaključak "da je u vrijeme rata u Sloveniji, Slovenija bila sastavni dio SFRJ i da je JNA bila jedina legitimna oružana sila zajedničke države, te da stoga general Kolšek ne može biti agresor u vlastitoj državi ".
O sukobima u SFRJ, napisao je dvije knjige, kao autentično svjedočenje i to "Sjećanja na početak oružanih sukoba u SFRJ 1991." i "1991. prvi pucnji u SFRJ ".
Umro je 27. travnja 2009. godine u  Celju.